# 데이비드 솔
데이비드 솔(David Soul, 1943년 8월 28일~2024년 1월 4일)은 미국과 영국의 배우이자 가수이다. 2004년 영국 시민권을 취득하였다.

## 출연 작품
- 페인 & 리뎀프션(2015)
- 필스(2013)
- 엘도라도(2012)
- 페어웰(영어판)(2009)
- 스타스키와 허치(2004)
- 타블로이드(2001)
- 홀비시티 시즌1(1999)
- 펜타트론(1994)
- 야성의 절규(1991)
- 나치 특급 작전(1990)
- 콜드 나이트(1989)
- 평원의 추적자(1989)
- FBI 기동 타격대(1988)
- 사해살인사건(1988)
- 하노이 포로 수용소(1987)
- 사하라의 비밀(1987)
- 월드 워 III(1982)
- 살렘스 롯(1979)
- 형사 스타스키와 허치(1975)
- 더티 해리 2 - 이것이 법이다(1973)
- 자니 총을 얻다(1971)